# Хрёйнс-фьорд
Хрёйнс-фьорд (исл. Hraunsfjörður) — небольшой фьорд на западе Исландии в регионе Вестюрланд.

## Этимология
Название фьорда — Hraunsfjörður, происходит от исл. hruan — лава или лавовое поле, сформированное из затвердевшего потока лавы, и буквально означает «фьорд лавового поля» или «лавовый фьорд»).
Хрёйнс-фьорд и его окрестности впервые упоминается в древней исландской саге — «Саге о людях с мыса Тора, людях из Песчаного Берега и людях с Лебяжьего фьорда», события которой происходят в 979—1008 годах:

...... Они [Бьерн и Халльстейн сын Торольва] пристали в Широком Фьорде, и Бьерн по совету Торольва занял землю между Посошной Рекой и Лавовым Фьордом.— Сага о Людях с Песчаного Берега // Исландские саги / Пер. с древнеисл. А.В. Циммерлинга. — Москва, 2004. — Т. II. — С. 26.

... Бьерн [сын Кетиля Плосконосого] с Востока отправился в Исландию и занял землю между Лавовым Фьордом и Посошной Рекой. Он поселился в Заводи Бьерна у Городищенского Холма, но держал при этом летнее жилье у Хижин и жил на широкую ногу.— Сага о Людях с Песчаного Берега // Исландские саги / Пер. с древнеисл. А.В. Циммерлинга. — Москва, 2004. — Т. II. — С. 134.

## Физико-географическая характеристика
Хрёйнс-фьорд расположен в западной части Исландии в регионе Вестюрланд на западе полуострова Снайфедльснес, в 15 км от города Стиккисхоульмюр. Является частью фьордового комплекса Брейда-фьорд. Входит в небольшой комплексный залив, состоящий из четыре фьордов: Уртхвала-фьорда, непосредственно примыкающего к Брейда-фьорду, Кольграва-фьорда и Селья-фьорда, начинающихся от Уртхвала-фьорда, и, собственно, Хрёйнс-фьорда, начинающегося от Селья-фьорда.
Фьорд мелководный и небольшой — максимальная длина до 3 км, а ширина — 0,7-1 км. В районе скалы Арднарстейнн (исл. Arnarsteinn) Хрёйнс-фьорд соединяется узким и коротким проливом Мьоусюнд (исл. Mjósund) с Селья-фьордом. Другой конец фьорда выходит в долину Аурднаботн (исл. Árnabotn), за которой раскинулись отроги хребта Снайфедльснес.
Лавовое поле Берсеркьяхрёйн (исл. Berserkjahraun) и гора Краукюхирдна (исл. Krákuhyrna; 466 м) ограничивают фьорд с востока, а на западе к берегам фьорда подступает гора Гьявамули (исл. Gjafamúli).
Во фьорд впадают реки Тоурсау (исл. Þórsá), берущая своё начало в озере Сельвадлаватн (исл. Selvallavatn) на Берсеркьяхрёйн, и река Аурднаау (исл. Árnaá), несущая свои воды с хребта Снайфедльснес.

## Хозяйственное использование
Населенных пунктов в окрестностях фьорда нет. Сохранилось несколько ферм, в том числе заброшенных.
Через самое узкое место в Хрёнс-фьорде — пролив Мьоусюнд, в 1961 году был построен мост. Это был первый исландский мост, проложенный через фьорд. Во время приливов и отливов течение под мостом было настолько сильное, что напоминало стремительную реку. В начале 1990-х мост был признан опасным для движения и в ноябре 1994 года был открыт новый мост, но уже в Селья-фьорде, где и проходит сейчас главная дорога между Стиккисхоульмюром и Грюндарфьордюром.